# Місія Стоун
«Місія Стоун» (англ. Heart of Stone) — американський шпигунський бойовик, знятий Томом Гарпером за сценарієм Грега Руки та Еллісон Шредер. У фільмі зіграли Галь Гадот, Софі Оконедо та Джеймі Дорнан.
Фільм вийшов на Netflix 11 серпня 2023 року.

## Сюжет
Рейчел Стоун — агентка таємної миротворчої організації, єдина жінка, яка стоїть на шляху хакерки, яка намагається викрасти могутню зброю під назвою «Серце».

## Акторський склад
- Галь Гадот — Рейчел "9 Чирва" Стоун
- Джеймі Дорнан — Паркер[7]
- Софі Оконедо — Кочівник / "Король Чирва"[8]
- Маттіас Швайгхьофер — "Валет Чирва"[9]
- Алія Бхатт — Кея Дхаван
- Цзін Лусі — Янг[10]
- Пол Реді — Бейлі[8]
- Арчі Мадекве — Іво
- Бредлі Вонг — "Король Трефа"
- Гленн Клоуз — "Король Дзвіна"
- Марк Іванір — "Король Піка"
- Джон Кортахарена — "Блондин"

## Виробництво
У грудні 2020 року було оголошено, що Галь Гадот підписала контракт на головну роль у фільмі, який, як планується, стане початком франшизи, подібної до франшизи «Місія нездійсненна». Том Гарпер вів переговори щодо режисури. Гарпера було затверджено в січні 2021 року, коли Netflix придбала права на розповсюдження фільму. У лютому 2022 року Джеймі Дорнан був обраний на головну роль разом із Гадот. У березні до акторського складу додалися Алія Бхатт, Софі Оконедо, Маттіас Швайгофер, Цзін Лусі та Пол Реді. Цей фільм відзначає голлівудський дебют боллівудської актриси Алії Бхатт.
Основні зйомки розпочалися в Лондоні, Велика Британія, на початку березня 2022 року. Другий графік зйомок відбувся наступного місяця в Рейк'явіку, Ісландія, після чого у травні виробництво повернулося до Лондона для наступного розкладу. 9 липня 2022 року Бхатт підтвердила, що закінчила зйомки своїх сцен. Четвертий розклад проходив у Лісабоні, Португалія. Основні зйомки завершилися 28 липня 2022 року